# ييغال توماركين
ييغال توماركين Igael Tumarkin (23 أكتوبر 1933 - 12 أغسطس 2021) كان رسامًا ونحاتًا إسرائيليًا. 
حصل على جائزة إسرائيل في النحت في عام 2004.  

## حياته
ولد باسم بيتر مارتن غريغور هاينريش هيلبرغ (وغير اسمه لاحقًا إلى ييغال توماركين) عام 1933 في مدينة دريسدن في ولاية ساكسونيا في ألمانيا. وكان والده مارتن هيلبيرغ ممثلًا ومخرجًا مسرحيًا ألمانيًا وابنًا لقس. وهاجرت والدته اليهودية بيرتا غورفيتش، وزوج والدته هرتزل توماركين، إلى فلسطين تحت الانتداب البريطاني (إسرائيل الآن) عندما كان في الثانية من عمره. 
خدم توماركين في البحرية الإسرائيلية. وبعد أن أنهى خدمته العسكرية درس فن النحت على يد رودي ليمان في عين هود، وكانت قرية فنانين قريبة من جبل الكرمل. وابنه الأصغر هو الممثل يون توماركين.   وتوفي عن عمر يناهز 87 عامًا في 12 أغسطس 2021.  

## مسيرته الفنية

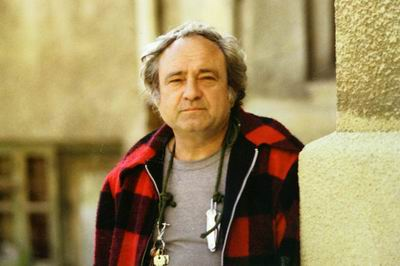
ييغال توماركين، 1980

من بين أشهر أعمال توماركين النصب التذكاري للهولوكوست في ميدان رابين في تل أبيب. وتخلد منحوتاته الجنود الذين سقطوا في النقب. 

## دراسته الفنية
- 1954 – درس مع رودي ليمان في قرية عين هود [12]
- 1955 درس على يد برتولت بريشت، فرقة برلينر في برلين [13]
- 1955-57 كان مساعد المصمم كارل فون أبن

- 1963 الجائزة الأولى لمعركة نصب الحليقات
- 1968 جائزة ساندبيرج للفن الإسرائيلي، متحف إسرائيل في القدس[14]
- 1968 الجائزة الأولى لنصب البحارة التذكاري، حيفا
- 1971 الجائزة الأولى للنصب التذكاري لـ "المحرقة والإحياء"، تل أبيب [14]
- - 1978 الجائزة الأولى في بينالي الرسم، ريكي
- 1984 جائزة من رئيس الجمهورية الإيطالية
- 1985 جائزة ديزنغوف للنحت
- 1990 ضيف مؤسسة اليابان
- 1992 جائزة أغسطس رودان، مسابقة النحت الدولية للمتحف المفتوح في هاكوني في اليابان، لنحته للعلامة عند مدخل معسكر اعتقال أوشفيتز Arbeit Macht Frei.
- 1997 جائزة التميز من رئيس جمهورية ألمانيا الاتحادية
- 1998 جائزة سوسمان، فيينا
- جائزة إسرائيل للنحت 2004 [4] [5]

## أعماله
قدم توماركين أكثر من 80 منحوتة خارجية (في الهواء الطلق) في إسرائيل وحول العالم.

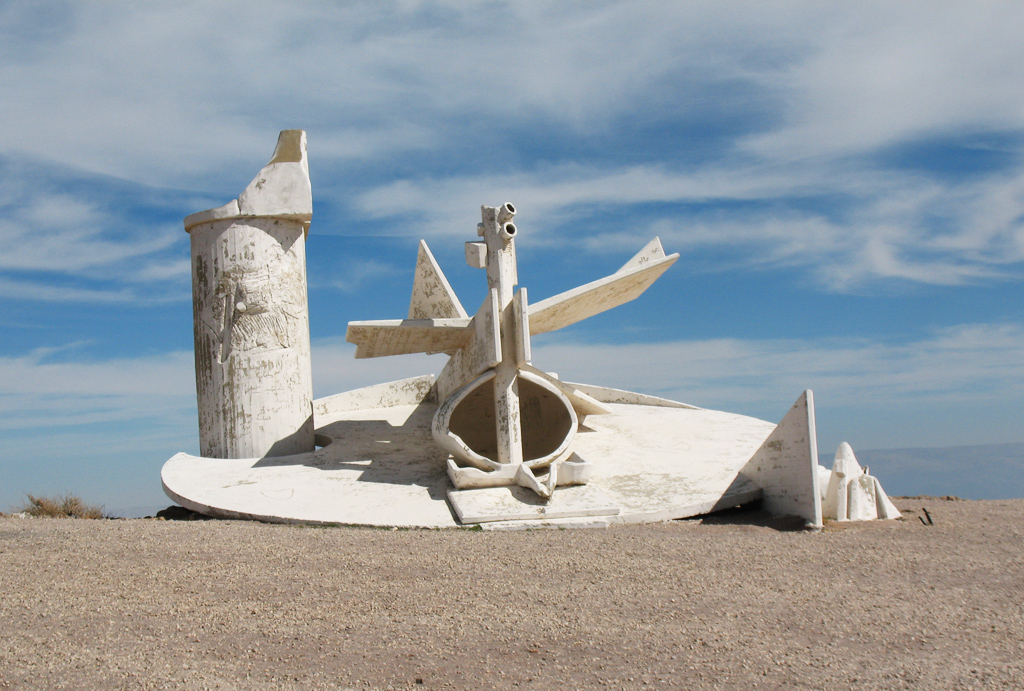
نصب تذكاري في مواف أوتلوك في عراد في النقب في إسرائيل

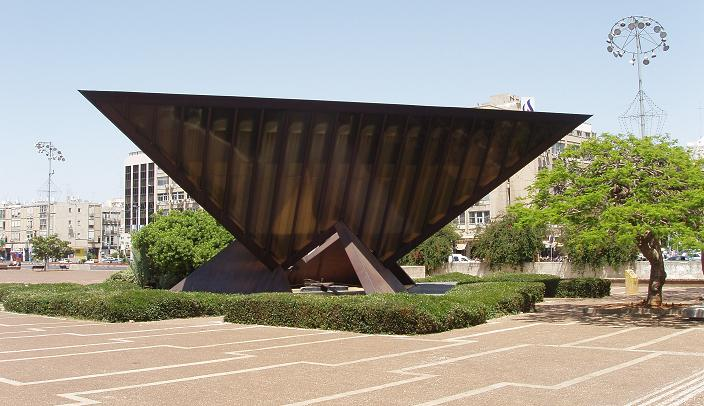
النحت التذكاري للهولوكوست في تل أبيب

- 1962-1968 "بانوراما"، عراد في إسرائيل
- 1962-1969 "عصر العلم"، في ديمونة
- 1963 "اهتزازات أ و ب"، كريات يام و"نافذة على البحر"، عتليت
- 1964-1965 "نصب تذكاري للهولوكوست"، الناصرة
- 1966 "نصب تذكاري للسلام"، طريق الخليل، القدس
- 1967 "كان يسير في الحقول" [15]
- 1968 نحت مرصد عراد [13]
- 1968 "الزعيم الكبير"، رسم مجموعة الدبابات، كريات شمونة
- 1969-1971 "الحرب والسلام"، رمات غان
- 1970 "بوابة كيستون"، القدس
- 1970 "تحية لدورر، حيفا
- 1971 "تحية إلى القدس"، جفعات شابيرا
- 1971 حديقة النحت، شارع وايزمان، حولون
- 1971-1975 "النصب التذكاري للهولوكوست"، تل أبيب [13]
- 1972 "أحداث وتكريم لكيبلر"، جامعة تل أبيب؛ "حديقة الساعة الشمسية"، عسقلان؛ و"النصب التذكاري للشهداء"، وادي الأردن [13]
- 1972-1973 "نصب المطار"، اللد
- 1973 "تحدي الشمس"، راموت ألون، القدس
- 1986 "تشيتشن عتسما"، كريات مناحيم، القدس
- 1986 بسغات زئيف، القدس
- 1989 تكريم روبرت كابا، بوزوبلانكو، إسبانيا
- 1989 لا ليبرتي، بوردو، فرنسا
- 1991 برتولت بريخت، حديقة متحف برلين
- 1992 "القدس – الديانات الثلاث"، جبل المشارف، القدس
- 1993 سيمافور، معهد وايزمان للعلوم، رحوفوت
- 1993 أعمدة الحكمة السبعة، متحف هاكوني المفتوح، اليابان
- 1994–96 حديقة النحت في بلفوار (كوخاف هاياردين)
- 1997 - النصب التذكاري لإسحق رابين، متحف رمات غان
- 2000 حديقة أبو نبوت، يافا